# Minidoka County
Minidoka County ist ein County im Bundesstaat Idaho der Vereinigten Staaten. Der Verwaltungssitz (County Seat) ist Rupert.

## Geographie
Das County liegt im mittleren Süden von Idaho, ist etwa 70 km von Nevada sowie Utah entfernt und hat eine Fläche von 1976 Quadratkilometern, wovon neun Quadratkilometer Wasserfläche sind. Es grenzt im Uhrzeigersinn an folgende Countys: Blaine County, Cassia County, Jerome County und Lincoln County. Es liegt vollständig in der Ebene der Snake River Plain. Im County liegen Teile des Craters of the Moon National Monument.

## Geschichte
Minidoka County wurde am 28. Januar 1913 aus Teilen des Lincoln County gebildet. Benannt wurde es nach der ersten Ansiedlung in diesem Gebiet.
4 Bauwerke und Stätten des Countys sind im National Register of Historic Places eingetragen.

## Demografische Daten

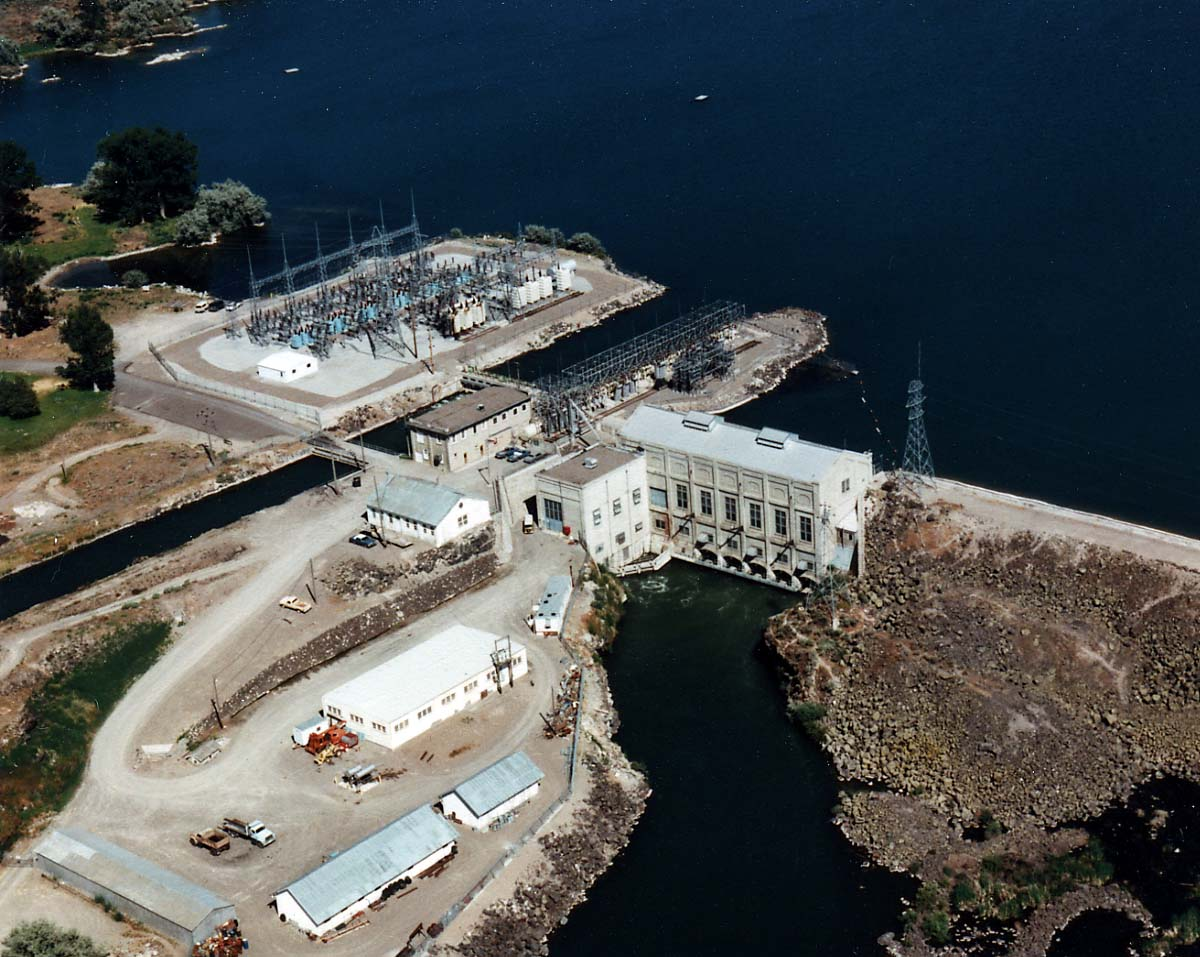
Der Minidoka Dam mit Kraftwerk

Nach der Volkszählung im Jahr 2000 lebten im Minidoka County 20.174 Menschen in 6.973 Haushalten und 5.362 Familien. Die Bevölkerungsdichte betrug 10 Personen pro Quadratkilometer. Ethnisch betrachtet setzte sich die Bevölkerung zusammen aus 78,07 Prozent Weißen, 0,26 Prozent Afroamerikanern, 0,88 Prozent amerikanischen Ureinwohnern, 0,42 Prozent Asiaten, 0,02 Prozent Bewohnern aus dem pazifischen Inselraum und 17,83 Prozent aus anderen ethnischen Gruppen. 2,52 Prozent stammen von zwei oder mehr Ethnien ab. 25,46 Prozent der Bevölkerung waren spanischer oder lateinamerikanischer Abstammung.
Von den 6.973 Haushalten hatten 38,9 Prozent Kinder unter 18 Jahren, die bei ihnen lebten. 64,4 Prozent davon waren verheiratete, zusammen lebende Paare. 8,2 Prozent waren allein erziehende Mütter und 23,1 Prozent waren keine Familien. 20,0 Prozent waren Singlehaushalte und in 9,6 Prozent lebten Menschen mit 65 Jahren oder älter. Die Durchschnittshaushaltsgröße betrug 2,87 und die durchschnittliche Familiengröße war 3,32 Personen.
31,6 Prozent der Bevölkerung waren unter 18 Jahre alt, 9,1 Prozent zwischen 18 und 24 Jahre, 25,2 Prozent zwischen 25 und 44 Jahre, 20,9 Prozent zwischen 45 und 64 Jahre. 13,2 Prozent waren 65 Jahre oder älter. Das Durchschnittsalter betrug 34 Jahre. Auf 100 weibliche Personen kamen 99,9 männliche Personen. Auf 100 Frauen im Alter von 18 Jahren und darüber kamen 97,8 Männer.
Das jährliche Durchschnittseinkommen der Haushalte betrug 32.021 US-Dollar, das Durchschnittseinkommen der Familien 36.500 USD. Männer hatten ein Durchschnittseinkommen von 28.977 USD, Frauen 19.521 USD. Das Prokopfeinkommen betrug 13.813 USD. 11,9 Prozent der Familien und 14,8 Prozent der Einwohner lebten unterhalb der Armutsgrenze.

## Orte im County
- Acequia
- Adelaide
- Amalga
- Budge
- Burley
- Heyburn
- Hynes
- Minidoka
- Myers
- Norland
- Paul
- Rupert
- Schow
- Travers